# 成恩寺
成恩寺（じょうおんじ）は、大阪市生野区林寺にある臨済宗東福寺派の準別格寺院。山号を宝興山、別名・東福寺大阪別院ともいう。

## 解説
弘安2年（1279年）、関白・一条実経が東福寺の禅師・奇山円然を招いて開山したのが創建の経緯と伝わる。
境内には福徳弁財天像、生野天神などが安置されている。
また、本寺は大坂相撲に縁の深い寺であり、大坂相撲の年寄であった三保ヶ関の初代から3代目までの地蔵尊、二代目時津風及び小野川代々の墓所が置かれている。
毎年3月に開催される大相撲三月場所の際には、大坂相撲の系統を引く三保ヶ関部屋出身であった第55代横綱北の湖敏満が墓を守るという意思を表すべく、自らが師匠を務めた北の湖部屋の宿舎を本寺に構え、北の湖自身も大阪場所以外で来阪した際には度々墓参りに訪れていたという。その北の湖は2015年11月20日に他界したが、北の湖部屋を引き継いだ20代山響（元前頭巌雄）が師匠を務める山響部屋が引き続いて本寺を大阪場所での宿舎として使用している。
2016年3月20日には北の湖を偲ぶ慰霊碑が建立された。